# كوكو كريسب
كوكو كريسب (بالإنجليزية: Coco Crisp) هو لاعب كرة قاعدة أمريكي، ولد في 1 نوفمبر 1979 في لوس أنجلوس في الولايات المتحدة.

## وصلات خارجية
- كوكو كريسب على موقع دوري كرة القاعدة الرئيسي (الإنجليزية)
- كوكو كريسب على موقعبيزبول رفرنس.كوم (الدوري الرئيسي) (الإنجليزية)
- كوكو كريسب على موقعبيزبول رفرنس.كوم (الدوري الثانوي) (الإنجليزية)
- كوكو كريسب على موقع إي إس بي إن.كوم (أم.أل.بي) (الإنجليزية)
- كوكو كريسب على موقع مشجعي الرسوم البيانية (الإنجليزية)
- كوكو كريسب على موقع إن إن دي بي (الإنجليزية)